# Spetsgamba
Spetsgamba är en orgelstämma inom stråkstämmor som är 8´. Den tillhör kategorin labialstämmor. Spetsgamban är konisk och har en strykande klang. Stämman fanns redan under 1700-talet. Den var en vanligt stråkstämma i orglar som byggdes under orgelrörelsen.